# The Best of Both Worlds (Van-Halen-Album)
The Best of Both Worlds ist das zweite Kompilationsalbum der US-amerikanischen Rockband Van Halen aus dem Jahr 2004. Dieses Best-Of-Album wurde nicht einmal 8 Jahre nach Best Of – Volume I veröffentlicht, obwohl in der Zwischenzeit nur ein Studioalbum veröffentlicht wurde. Es enthält drei neue Songs mit Frontmann Sammy Hagar.

## Hintergrund
Die Band war mit dem ersten Kompilationsalbum von 1996 nicht wirklich zufrieden. Eine Einzel-CD wurde der Bandgeschichte nicht wirklich gerecht, sodass hier mit einer Doppel-CD ein würdiger Rahmen geschaffen wurde, „um eine der erfolgreichsten Rock-Kapellen der vergangenen 20 Jahre abzufeiern“.
Das Best-of-Album umfasst 16 Songs aus der Zeit mit Sänger David Lee Roth (Roth-Ära), 14 Songs aus der Zeit mit Sänger Sammy Hagar (Hagar-Ära), sowie drei Songs vom Livealbum Live: Right Here, Right Now. Dies stammen allesamt aus der Roth-Ära, werden hier aber von Sammy Hagar gesungen. Das Album enthält auch drei neue Songs mit Sammy Hagar: It’s About Time, Up for Breakfast und Learning to See. Dies sind die letzten Songs, die Van Halen mit Hagar aufgenommen hat.
Im Vergleich zum Vorgänger Best Of – Volume I ist jedes Album aus der Roth- und Hagar-Ära hier vertreten. Einzig von Van Halen III mit Sänger Gary Cherone, der einzigen Veröffentlichung seit dem ersten Best-of-Album, findet sich kein Song. Ein weiterer Unterschied zu Best Of – Volume I ist, dass auf diesem Album keine chronologische Ordnung der Songs vorgenommen wurde, sondern die Songs zwischen Roth- und Hagar-Ära hin- und herspringen, was die Konsistenz des Albums etwas schmälert.
Teilweise wurde das Kompilationsalbum später unter dem Namen The Very Best of Van Halen veröffentlicht. Unter diesem Namen stieg es nach dem Tod Eddie Van Halens im Oktober 2020 erneut in die folgenden Charts ein: Kanada (Platz 10), Schweiz (Platz 68) und Vereinigtes Königreich (Platz 86). In den Vereinigten Staaten konnte es unter dem ursprünglichen Namen The Best of Both Worlds noch einmal auf Platz 166 in den Billboard 200 landen.

## Titelliste
| CD 1 1. Eruption – 1:43 2. It’s About Time – 4:15 3. Up for Breakfast – 4:57 4. Learning to See – 5:15 5. Ain’t Talkin’ ’Bout Love – 3:48 6. Finish What Ya Started – 4:24 7. You Really Got Me – 2:38 8. Dreams – 4:53 9. Hot for Teacher – 4:43 10. Poundcake – 5:20 11. And the Cradle Will Rock... – 3:34 12. Black and Blue – 5:27 13. Jump – 4:04 14. Top of the World – 3:54 15. (Oh) Pretty Woman – 2:53 16. Love Walks In – 5:11 17. Beautiful Girls – 3:57 18. Can’t Stop Lovin’ You – 4:08 19. Unchained – 3:29 | CD 2 1. Panama – 3:32 2. Best of Both Worlds – 4:49 3. Jamie’s Cryin’ – 3:30 4. Runaround – 4:20 5. I’ll Wait – 4:42 6. Why Can’t This Be Love – 3:48 7. Runnin’ With The Devil – 3:36 8. When It’s Love – 5:38 9. Dancing in the Street – 3:45 10. Strung Out/Not Enough – 6:48 11. Feels So Good – 4:32 12. Right Now – 5:22 13. Everybody Wants Some!! – 5:10 14. Dance the Night Away – 3:10 15. Ain’t Talkin’ ’Bout Love (live) – 4:43 16. Panama (live) – 6:39 17. Jump (live) – 4:20 |

## Kommerzieller Erfolg

### Chartplatzierungen
| ChartsChartplatzierungen       | Höchstplatzierung | Wochen |
| ------------------------------ | ----------------- | ------ |
| Deutschland (GfK)              | 28 (5 Wo.)        | 5      |
| Österreich (Ö3)                | 33 (3 Wo.)        | 3      |
| Schweiz (IFPI)                 | 55 (4 Wo.)        | 4      |
| Vereinigte Staaten (Billboard) | 3 (17 Wo.)        | 17     |
| Vereinigtes Königreich (OCC)   | 15 (10 Wo.)       | 10     |

| ChartsJahrescharts (2004)      | Platzierung |
| ------------------------------ | ----------- |
| Vereinigte Staaten (Billboard) | 166         |

### Auszeichnungen für Musikverkäufe
| Land/Region                  | Auszeichnungen für Musikverkäufe (Land/Region, Auszeichnung, Verkäufe) | Verkäufe  |
| ---------------------------- | ---------------------------------------------------------------------- | --------- |
| Neuseeland (RMNZ)            | Gold                                                                   | 7.500     |
| Vereinigte Staaten (RIAA)    | Platin                                                                 | 1.000.000 |
| Vereinigtes Königreich (BPI) | Gold                                                                   | 100.000   |
| Insgesamt                    | 2× Gold · 1× Platin ·                                                  | 1.107.500 |

Hauptartikel: Van Halen/Auszeichnungen für Musikverkäufe